# Jordan (Montana)
Jordan es un pueblo ubicado en el condado de Garfield en el estado estadounidense de Montana. En el Censo de 2010 tenía una población de 343 habitantes y una densidad poblacional de 394,15 personas por km².

## Geografía
Jordan se encuentra ubicado en las coordenadas 47°19′16″N 106°54′36″O / 47.32111, -106.91000. Según la Oficina del Censo de los Estados Unidos, Jordan tiene una superficie total de 0.87 km², de la cual 0.87 km² corresponden a tierra firme y (0 %) 0 km² es agua.

## Demografía
Según el censo de 2010, había 343 personas residiendo en Jordan. La densidad de población era de 394,15 hab./km². De los 343 habitantes, Jordan estaba compuesto por el 98.83 % blancos, el 0 % eran afroamericanos, el 0.58 % eran amerindios, el 0 % eran asiáticos, el 0 % eran isleños del Pacífico, el 0.29 % eran de otras razas y el 0.29 % pertenecían a dos o más razas. Del total de la población el 0.87 % eran hispanos o latinos de cualquier raza.